# Teoria del tutto
In fisica la teoria del tutto, conosciuta anche come TOE (acronimo dell'inglese theory of everything), è un'ipotetica teoria fisica in grado di spiegare e riunire in un unico quadro tutti i fenomeni fisici conosciuti. Presupposto minimo di tale teoria è l'unificazione di tutte le interazioni fondamentali.
Inizialmente il termine fu usato con connotazione ironica per riferirsi alle varie teorie supergeneralizzate, anche in ambito fantascientifico. Per quanto riguarda la letteratura tecnica, il fisico John Ellis afferma di averlo introdotto in un articolo della rivista Nature nel 1986. Nel tempo il termine si affermò nelle popolarizzazioni della fisica quantistica per descrivere una teoria che avrebbe unificato tutte le interazioni fondamentali della natura, nota anche come teoria del campo unificato.
Ci sono state molte teorie del tutto proposte dai fisici teorici nell'ultimo secolo, ma nessuna è stata confermata sperimentalmente. Il problema principale nel produrre una tale teoria è quello di rendere compatibili le due teorie fisiche fondamentali accettate, la meccanica quantistica e la relatività generale, attualmente inconciliabili.

## Precedenti storici
Laplace suggerì che un intelletto sufficientemente potente potrebbe, se conoscesse la velocità e la posizione di ogni particella in un dato istante, assieme alle leggi della natura, calcolare la posizione di ogni particella in un altro istante:
(Essai philosophique sur les probabilités, Introduction. 1814)
Anche se la meccanica quantistica moderna suggerisce che l'incertezza è inevitabile, una "singola formula" potrebbe comunque esistere.

### Dalla Grecia antica a Einstein
Dai tempi dell'antica Grecia,  i filosofi hanno congetturato che l'apparente diversità della realtà nasconda un'unità intrinseca e quindi che la lista delle forze potrebbe essere breve, anzi potrebbe contenere un singolo elemento. Per esempio la filosofia meccanica del XVII secolo assumeva che tutte le forze potrebbero in definitiva venire ridotte a forze di contatto tra piccole particelle solide. Questa teoria fu abbandonata dopo l'accettazione della forza di gravità a lunga distanza di Isaac Newton; ma nello stesso tempo, il lavoro di Newton nei suoi Principia fornì la prima forte prova empirica per l'unificazione di forze apparentemente distinte: gli esperimenti di Galileo sulla gravità terrestre, le leggi del movimento planetario di Keplero e il fenomeno delle maree furono tutti spiegati qualitativamente da una singola legge della gravitazione universale.
Nel 1820, Hans Christian Ørsted scoprì una connessione tra elettricità e magnetismo, attivando decenni di lavoro che culminarono nella teoria dell'elettromagnetismo di James Clerk Maxwell. Anche durante il XIX secolo e l'inizio del XX secolo divenne gradualmente evidente che molti esempi di forze comuni — forze di contatto, elasticità, viscosità, attrito, pressione — risultavano da interazioni elettriche tra le più piccole particelle della materia. Alla fine degli anni venti, la nuova meccanica quantistica mostrò che i legami chimici tra gli atomi erano esempi di forze elettriche (quantistiche), giustificando la millantata affermazione di Dirac che "le leggi fisiche alla base, necessarie per la teoria matematica di gran parte di fisici e la totalità della chimica sono quindi completamente conosciute".
Tentativi di unificare la gravità con l'elettromagnetismo vengono datati almeno agli esperimenti di Michael Faraday del 1849–50. Dopo che la teoria della gravità di Albert Einstein (relatività generale) venne pubblicata nel 1915, la ricerca di una teoria del campo unificato che combinasse la gravità con l'elettromagnetismo cominciò a rendersi seria. All'epoca sembrava plausibile che non esistessero altre forze fondamentali. I principali contributori furono Gunnar Nordström, Hermann Weyl, Arthur Eddington, Theodor Kaluza, Oskar Klein e più notoriamente i molti tentativi fatti da Einstein e dai suoi collaboratori. Nei suoi ultimi anni, Albert Einstein fu intensamente occupato a trovare una tale teoria unificatrice.
(Einstein, "Come io vedo il mondo", cap. "Lo spazio, l'etere e il campo")
Con la relatività ristretta e generale, Einstein teorizzò che nello stesso spazio-tempo, dove si manifestano campo elettromagnetico e campo gravitazionale, dovesse essere formulata una teoria del campo unificato in grado di conciliare il campo elettromagnetico, non ancora descritto in termini geometrici, con il campo gravitazionale, descritto come una variazione della geometria dello spazio-tempo circostante.
Einstein stesso suggerì che la relatività generale non era una teoria ultima e che un percorso verso una teoria del campo unificante era lo studio delle proprietà geometriche dello spazio-tempo, luogo comune del campo elettromagnetico e gravitazionale, e l'estensione a n dimensioni di questa costruzione geometrica, possibile e ancora incompiuta nel suo potenziale di fisica teorica e sperimentale. Tale spazio-tempo ha queste caratteristiche: geometria euclidea applicabile localmente nell'intorno infinitesimale di ogni punto, definibile la direzione del segmento e la conservazione dell'angolo, quindi le linee parallele, non è definibile il parallelogramma, da cui si deduce uno spazio in linea retta con i segmenti paralleli a due a due. In questa costruzione, è definibile una forza (con direzione e verso, intensità), ma non potendosi costruire un parallelogramma per la loro composizione, risulta chiaro che l'unificazione di teoria elettromagnetica e gravitazionale deve essere operata con la nozione di campo, più ampia di quella di forza.
Nessuno di questi tentativi si rivelò però di successo.

### Nuove scoperte
La ricerca di una teoria universale fu interrotta dalla scoperta delle forze nucleari forte e debole, che non potevano essere incluse né nella gravità né nell'elettromagnetismo. Un ulteriore ostacolo fu l'accettare che la meccanica quantistica dovesse essere incorporata dall'inizio, anziché emergere come conseguenza di una teoria deterministica unificata, come aveva sperato Einstein. La gravità e l'elettromagnetismo possono pacificamente coesistere come elementi in una lista di forze newtoniane, ma per molti anni sembrò che la gravità non potesse nemmeno essere incorporata nella struttura quantistica, e che quindi dovesse rimanere isolata seppur unificata alle altre forze fondamentali. 
Per questa ragione il lavoro di unificazione per gran parte del XX secolo, si incentrò sulla comprensione delle tre forze "quantistiche": elettromagnetismo e le forze nucleari debole e forte. Le prime due furono unificate nel 1967–68 da Sheldon Glashow, Steven Weinberg, e Abdus Salam come "forza elettrodebole". Le forze forte ed elettrodebole coesistono pacificamente nel modello standard della fisica particellare, ma rimangono distinte. Diverse teorie della grande unificazione sono state proposte per unificarle. Anche se le più semplici di tali teorie sono state sperimentalmente escluse, l'idea generale, specialmente in collegamento con la supersimmetria, rimane fortemente favorita dalla comunità dei fisici teorici.

## Fisica moderna
Nella corrente principale dell'attuale fisica, una Teoria del Tutto unificherebbe tutte le interazioni fondamentali della natura, che sono solitamente considerate essere quattro in numero: gravità, forza nucleare forte, forza nucleare debole e forza elettromagnetica. Siccome la forza debole può trasformare le particelle elementari da un tipo a un altro, la Teoria del Tutto dovrebbe dare una profonda comprensione dei vari tipi di particelle e delle diverse forze.

La struttura che collega le varie forze dovrebbe avere la seguente forma:
|         |                            |                             |                                  |                                  |                        |                 |
|         | Teoria del Tutto           |                             |                                  |                                  |                        |                 |
|         |                            |                             |                                  |                                  |                        |                 |
|         |                            |                             |                                  |                                  |                        |                 |
| Gravità | Gravità                    | Forza elettronucleare (GUT) | Forza elettronucleare (GUT)      |                                  |                        |                 |
|         |                            |                             |                                  |                                  |                        |                 |
|         |                            |                             |                                  |                                  |                        |                 |
|         | Forza nucleare forte SU(3) | Forza nucleare forte SU(3)  | Forza elettrodebole SU(2) x U(1) | Forza elettrodebole SU(2) x U(1) |                        |                 |
|         |                            |                             |                                  |                                  |                        |                 |
|         |                            |                             |                                  |                                  |                        |                 |
|         |                            | Forza nucleare debole SU(2) | Forza nucleare debole SU(2)      | Elettromagnetismo U(1)           | Elettromagnetismo U(1) |                 |
|         |                            |                             |                                  |                                  |                        |                 |
|         |                            |                             |                                  |                                  |                        |                 |
|         |                            |                             | Forza elettrica                  | Forza elettrica                  | Forza magnetica        | Forza magnetica |

In aggiunta alle forze qui elencate, la cosmologia moderna potrebbe richiedere forze inflazionarie, energia oscura e anche materia oscura composta di particelle fondamentali fuori dallo schema del modello standard. L'esistenza di queste non è stata provata e ci sono teorie alternative come le teorie MOND. È stata anche ipotizzata l'esistenza di una quinta forza. 
L'unificazione elettrodebole è una simmetria rotta: le forze elettromagnetiche e debole appaiono distinte a bassi livelli energetici perché le particelle che portano la forza debole, i bosoni W e Z hanno una massa di circa 80 GeV/{\displaystyle c^{2}}, mentre il fotone, che porta la forza elettromagnetica, è senza massa. A livelli energetici elevati i bosoni W e Z possono essere creati facilmente e la natura unificata della forza diviene evidente. Ci si aspetta che la grande unificazione funzioni in modo simile, ma a energie dell'ordine di {\displaystyle 10^{16}} GeV, molto più grandi di quelle raggiungibili con un qualsiasi acceleratore di particelle sulla Terra. Analogamente, l'unificazione della forza della grande unificazione con la gravità è attesa all'Energia di Planck, circa {\displaystyle 10^{19}} GeV.
Potrebbe sembrare prematuro mettersi alla ricerca di una teoria del tutto quando non vi è ancora la prova evidente di una forza elettronucleare e mentre vengono ancora proposte tante leggi della grande unificazione (GUT). Infatti il nome suggerisce deliberatamente gli hýbris coinvolti. Ciò nonostante, molti fisici credono che questa unificazione sia possibile, in parte a causa della loro storia passata di convergenza verso una teoria singola. Le grandi unificazioni supersimmetriche sembrano plausibili non solo per la loro "bellezza" teorica, ma perché prevedono naturalmente grandi quantità di materia oscura; la forza inflazionaria può inoltre essere collegata con la fisica della grande unificazione (anche se non sembra formare una parte inevitabile della teoria).
Tuttavia le grandi unificazioni non sono chiaramente la risposta finale. Sia l'attuale modello standard che le grandi unificazioni proposte sono teorie quantistiche dei campi che richiedono l'utilizzo della problematica tecnica della rinormalizzazione per portare a risposte significative. Questo viene solitamente considerato un segno che queste sono soltanto teorie sui campi efficaci, omettendo i fenomeni cruciali che diventano rilevanti soltanto a energie estremamente elevate. Inoltre l'incompatibilità tra la meccanica quantistica e la relatività generale implica che una di esse o entrambe, debbano essere rimpiazzate da una teoria che incorpori la Gravità quantistica.
La principale teoria del tutto è al momento la Teoria delle superstringhe / M-teoria; l'attuale ricerca sulla gravità quantistica a loop potrebbe eventualmente giocare un ruolo fondamentale in una teoria del tutto, ma non è il suo obiettivo principale. Queste teorie cercano di affrontare il problema della rinormalizzazione fissando alcuni limiti inferiori sulle scale di lunghezza possibili. La teoria delle stringhe e la supergravità (entrambe ritenute casi limite della ancora non ben definita M-teoria) suppongono che l'universo abbia effettivamente un numero di dimensioni superiore alle tre dello spazio e una del tempo, che sono intuitive.
La motivazione alla base di questo approccio deriva dalla teoria di Kaluza-Klein, nella quale si può notare che applicando la relatività generale a un universo a cinque dimensioni (con le quattro dimensioni usuali più una piccola dimensione piegata) si arriva allo stesso risultato della relatività generale standard su quattro dimensioni con l'aggiunta delle equazioni di Maxwell (elettromagnetismo, sempre in quattro dimensioni). Questo ha poi portato a lavorare con impegno su teorie con un grande numero di dimensioni, nella speranza che questo produca equazioni simili alle leggi conosciute della fisica. La nozione di extra dimensioni aiuta anche a risolvere il problema della gerarchia, che è la domanda sul perché la gravità è così tanto più debole di ogni altra forza. La risposta comune ritiene che la gravità si "disperda" nelle altre dimensioni in modi diversi rispetto alle altre forze.
Nei tardi anni novanta fu notato che un problema comune a diverse delle teorie del tutto candidate (ma in particolare della teoria delle stringhe) era che non vincolavano le caratteristiche dell'universo previsto. Per esempio, molte teorie sulla gravità quantistica possono creare universi con un numero arbitrario di dimensioni o con costanti cosmologiche arbitrarie. Anche la teoria decadimensionale "standard" delle stringhe permette alle dimensioni "arrotolate" di essere compattate in un numero enorme di modi differenti (una stima è 10500) ognuna delle quali corrisponde a una differente collezione di particelle fondamentali e forze a bassa energia. Questo insieme di teorie è conosciuto come panorama della teoria delle stringhe.
Una soluzione ipotetica è che molte o tutte queste possibilità si siano realizzate in qualcuno dei moltissimi universi possibili, ma che solo un piccolo numero di essi sia abitabile e quindi le costanti fondamentali dell'universo sono in definitiva il risultato del principio antropico piuttosto che una conseguenza della teoria del tutto.
Questo approccio antropico viene spesso criticato, perché la teoria, abbastanza flessibile per contenere quasi tutte le osservazioni, non può fare previsioni utili (cioè falsificabili e verificabili). In quest'ottica la teoria delle stringhe sarebbe considerata una pseudoscienza, in quanto sarebbe una teoria infalsificabile che viene adattata costantemente ai risultati sperimentali.

### Stato potenziale di una teoria del tutto
Nessuna teoria fisica datata è ritenuta essere precisamente accurata. Invece i fisici hanno proceduto con una serie di "approssimazioni successive" che permettevano previsioni via via più accurate su un gruppo sempre più ampio di fenomeni. Alcuni fisici credono che sia dunque un errore confondere i modelli teorici con la vera natura della realtà e ritengono che la serie delle approssimazioni non terminerà mai nella "verità". Lo stesso Einstein espresse questo punto di vista in alcune occasioni. In quest'ottica potremmo ragionevolmente sperare per una teoria del tutto che auto incorpora consistentemente tutte le forze correntemente conosciute, ma non ci si aspetta che sia la risposta finale. D'altra parte si afferma spesso che, nonostante la complessità in apparente continua crescita della matematica di ogni nuova teoria, in un senso profondo associato con la loro simmetria di gauge intrinseca e il numero delle costanti fisiche fondamentali, le teorie stanno diventando più semplici. Se fosse così, il processo di semplificazione non potrebbe continuare all'infinito.
C'è un dibattito filosofico all'interno della comunità fisica sul fatto che una teoria del tutto meriti di essere chiamata la legge fondamentale dell'universo. Una delle viste è la posizione assolutamente riduzionista che la teoria del tutto è la legge fondamentale e tutte le altre teorie che si applicano all'interno dell'universo ne sono una conseguenza. Un altro punto di vista è che le leggi emergenti (chiamate da Steven Weinberg "leggi a galleggiamento libero"), le quali governano il comportamento dei sistemi complessi, dovrebbero essere viste come egualmente fondamentali. Esempi sono il secondo principio della termodinamica e la teoria della selezione naturale. Il punto è che, anche se nel nostro universo queste leggi descrivono sistemi il cui comportamento potrebbe ("in principio") essere predetto da una teoria del tutto, queste risulterebbero vere anche in universi con differenti leggi di basso livello, soggette soltanto ad alcune condizioni molto generiche. Conseguentemente non è di aiuto, anche in principio, invocare le leggi di basso livello quando si discute il comportamento di sistemi complessi. Alcuni discutono che questo atteggiamento violerebbe il rasoio di Occam se una teoria del tutto completamente valida fosse formulata. Non è chiaro che ci sia un'idea del problema in questi dibattiti (ad esempio tra Steven Weinberg e Philip Anderson) diversa dal diritto di applicare la nobile parola "fondamentale" ai loro rispettivi soggetti di interesse.
Nonostante il nome "Teoria del Tutto" suggerisca il determinismo della citazione di Laplace, questo dà un'impressione molto fuorviante. Il determinismo è frustrato dalla natura probabilistica delle predizioni meccaniche, dall'estrema sensibilità alle condizioni iniziali che porta al caos matematico e dall'estrema difficoltà matematica di applicare la teoria. Quindi anche se l'attuale modello standard della fisica delle particelle "in principio" prevede tutti i fenomeni non gravitazionali conosciuti, in pratica sono stati derivati solo pochi risultati quantitativi dalla teoria completa (per esempio le masse di alcuni dei più semplici adroni) e questi risultati (specialmente le masse delle particelle che sono più rilevanti per la fisica a bassa energia) sono meno accurati delle misure sperimentali esistenti. Una vera teoria del tutto sarebbe quasi certamente più difficile da applicare. Il motivo principale per ricercare una Teoria del tutto, a parte la pura soddisfazione intellettuale di completare una ricerca lunga secoli, è che tutte le precedenti unificazioni di successo hanno predetto nuovi fenomeni, alcuni dei quali hanno dimostrato una grande importanza pratica (si veda l'esempio dei generatori elettrici). Come in altri casi di teorie riduzioniste, la teoria del tutto permetterebbe anche di definire con confidenza il dominio di validità e l'errore residuale delle approssimazioni a bassa energia all'intera teoria che potrebbe poi essere usata per calcoli pratici.

### Limiti dal teorema dell'incompletezza di Gödel
Un piccolo numero di scienziati afferma che i teoremi di incompletezza di Gödel dimostrano che un qualsiasi tentativo di costruire una teoria del tutto è destinato a fallire. Il teorema di Gödel afferma che una qualsiasi teoria matematica non banale che ha una descrizione finita è o inconsistente o incompleta. Nel suo libro del 1966, The Relevance of Physics (La rilevanza della fisica), Stanley Jaki osservò che, siccome ogni "teoria del tutto" sarebbe certamente una teoria matematica consistente non banale, deve essere incompleta. Egli afferma che questo condanna le ricerche su una teoria deterministica del tutto.
Freeman Dyson ha affermato che
(Freeman Dyson)
Stephen Hawking era in origine un credente della Teoria del Tutto, ma, dopo aver considerato il Teorema di Gödel, concluse che non ve ne fosse una ottenibile.
(Stephen Hawking)
Questo punto di vista è stato discusso da Jürgen Schmidhuber (1997), che osservò che i teoremi di Gödel sono irrilevanti anche per la fisica computabile. Nel 2000 Schmidhuber costruì esplicitamente universi computabili e deterministici la cui pseudo-casualità basata su problemi della fermata indecidibili simili a quelli di Gödel è estremamente difficile da rilevare ma non evita assolutamente Teorie del Tutto formali descrivibili da pochissimi bit di informazione.
Una critica in relazione a questo è stata offerta da Solomon Feferman, assieme ad altri. Douglas S. Robertson offre come esempio il gioco della vita di John Conway: le regole alla base sono semplici e complete, ma ci sono domande formalmente indecidibili sul comportamento del gioco. Analogamente potrebbe (o non potrebbe) essere possibile dichiarare completamente le leggi intrinseche della fisica con un numero finito di leggi ben definite, ma c'è un piccolo dubbio che ci siano questioni sul comportamento dei sistemi fisici che sono formalmente indecidibili sulla base di tali leggi intrinseche.
Siccome molti fisici considererebbero la dichiarazione delle leggi intrinseche sufficiente come definizione di una "teoria del tutto", questi ricercatori affermano che il Teorema di Gödel non significa che una Teoria del Tutto non esista. D'altra parte, sembra che i fisici che invocano il Teorema di Gödel, almeno in alcuni casi, si riferiscano non alle leggi intrinseche, ma alla comprensibilità del comportamento di tutti i sistemi fisici, come quando Hawking menziona la sistemazione di blocchi in rettangoli, trasformando la computazione dei numeri primi in una questione fisica. Questa discrepanza nelle definizioni potrebbe spiegare una parte del disaccordo tra i ricercatori.

### Teorie proposte
Le teorie più accreditate in corso di studio sono: 
- Teoria delle stringhe o delle superstringhe
- Supergravità
- Teoria M
  - Mondo-brana
- Cosmologia ciclica conforme
- Gravità quantistica

### Teoria del tutto e filosofia
Lo stato di una teoria fisica del tutto è aperto al dibattito filosofico, per esempio se il fisicalismo fosse vero, una teoria fisica del tutto coinciderebbe con la teoria filosofica del tutto. Alcuni filosofi (Platone, Aristotele, Georg Wilhelm Friedrich Hegel, Alfred North Whitehead e altri) hanno tentato di costruire sistemi onnicomprensivi, altri invece sono fortemente dubbiosi sulla realizzazione di un simile esercizio.